# Plagiogonus clypeodentatus
Plagiogonus clypeodentatus är en skalbaggsart som beskrevs av Bordat 1990. Plagiogonus clypeodentatus ingår i släktet Plagiogonus och familjen Aphodiidae. Inga underarter finns listade i Catalogue of Life.